# Socrates (filosoof)

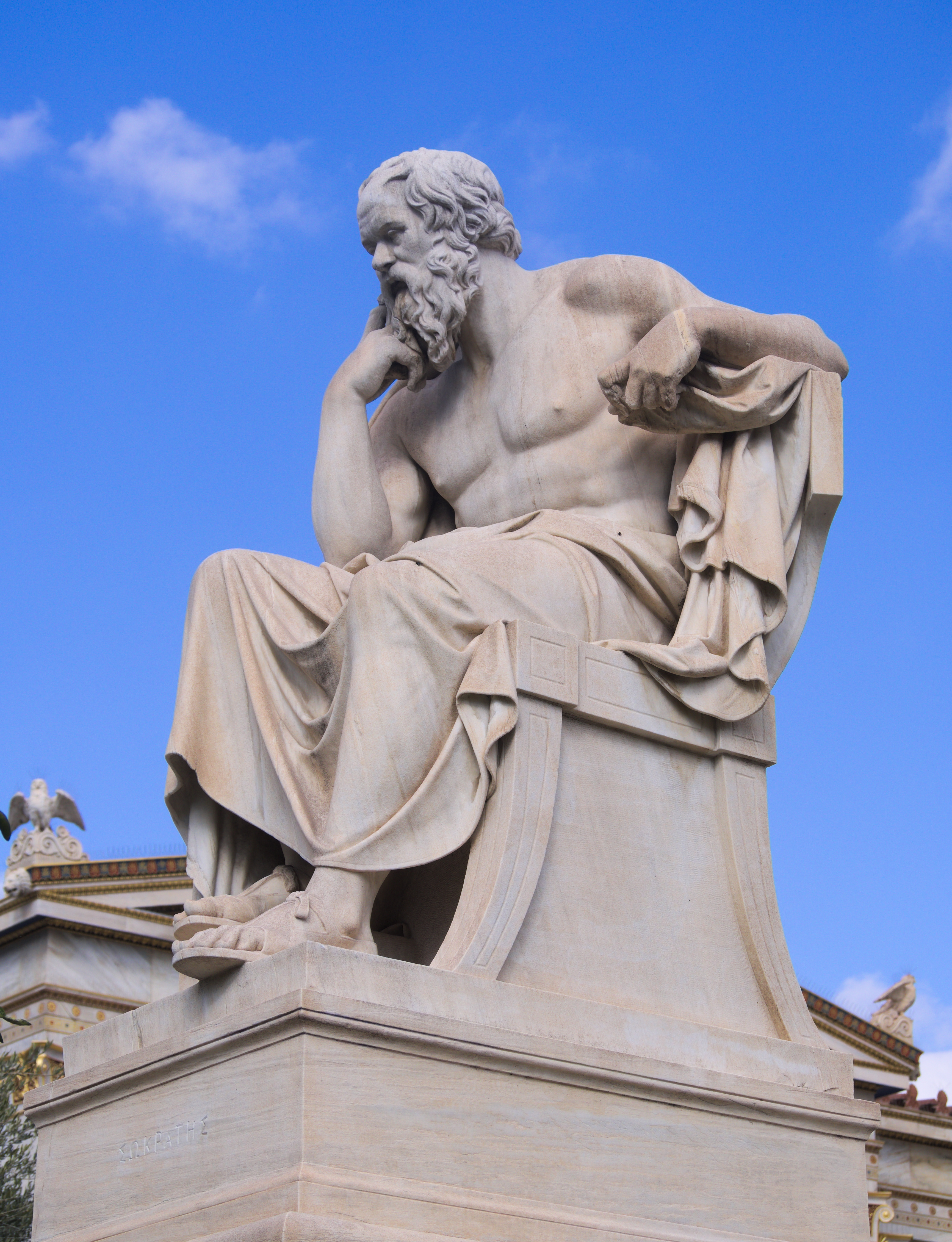
Standbeeld van Socrates

Socrates (Athene, ca. 470/469 v.Chr. - aldaar, 399 v.Chr.) of Sokrates (Oudgrieks: Σωκράτης) was een klassiek Grieks Atheense filosoof. Hij wordt beschouwd als een van de stichters van de westerse filosofie, al liet hij voor zover bekend zelf geen geschriften na. Hij is bekend geworden door de verslagen van zijn studenten, met name die van Plato en Xenophon, en door de toneelstukken van zijn tijdgenoot, Aristophanes. Hij kreeg ook wel de bijnaam de horzel van Athene.

## Primaire bronnen over Socrates

### Het socratische probleem
Het 'socratische probleem' is de moeilijkheid vast te stellen wie de historische Socrates was en in hoeverre de diverse literaire representaties zijn opvattingen accuraat weergeven. Socrates liet immers zelf geen geschriften na, zodat historici die zich een beeld willen vormen van zijn leven en filosofie zijn aangewezen op verslagen van diens tijdgenoten. Dit zijn voornamelijk drie primaire bronnen: Aristophanes met venijnige kritiek op Socrates' filosofie (zwaar gekarikaturiseerd, een idee van hoe Socrates bij de gewone man in de straat overkwam), Xenophon en Plato, vooral in zijn dialogen Apologie en Symposium. In Plato's beschrijving van Socrates wordt er geen scherpe lijn getrokken tussen 'de historische Socrates' en 'de platonische Socrates', die de rol van woordvoerder van Plato's filosofie op zich neemt. Daardoor blijft de "echte" Socrates verborgen en beschikken we slechts over interpretaties van zijn opvattingen en idealiseringen van zijn leven.

### Plato
Plato  (427–347 v.Chr.) wordt vaak beschouwd als de belangrijkste bron van informatie over Socrates' leven en filosofie. Tegelijk geloven veel geleerden echter dat Plato, literair kunstenaar als hij was, "Socrates" te veel vereerde en zijn imago zo overdreef dat hij dingen zou hebben gedaan of gezegd die veel verder gingen dan wat aannemelijk is voor de historische Socrates. Daarom wordt Xenophon, als historicus, vaak gezien als betrouwbaarder bron voor de historische Socrates. Bij interpretatie van passages in werken van Plato is er voortdurend discussie of Plato daar de historische Socrates beschrijft of zijn fictieve projectie. Zoals Martin Cohen het uitdrukte, biedt Plato, de idealist, "een idool, een meesterfiguur, voor de filosofie. Een heilige, een profeet van de "Zonnegod", een leraar die werd veroordeeld voor zijn ketterse leer."
Plato was ongeveer 28 jaar oud toen Socrates veroordeeld werd. Hij kwam net als andere jongelingen van zijn sociale klasse vaak in contact met Socrates en kende hem erg goed. Hij was de belangrijkste leerling van Socrates. Historici zijn het er over eens dat namen van personen, plaatsen en dateringen in zijn dialogen vaak overeenkomen met wat archeologisch en literair onderzoek opleverde. Het lijkt dus aannemelijk dat wanneer hij Socrates als hoofdfiguur laat optreden, de beschreven situaties en dialogen vrij goed aansluiten bij de realiteit, ook al zijn de dialogen zelf gedramatiseerd en literair bewerkt. Hier volgt echter niet uit, dat wat Plato schrijft over Socrates, een getrouwe weergave is van diens denkbeelden of dat het niet mogelijk is dat hij de figuur Socrates aanwendt om zijn eigen filosofische concepten vorm te geven en te verwoorden. Bij heel wat episodes uit het leven van Socrates was Plato niet aanwezig. Zo was hij niet op zijn proces, en de kennis die hij had over de jeugd van Socrates moest ook uit tweede hand zijn.
Door zijn weergave in Plato's dialogen is Socrates bekend geworden voor zijn bijdrage op het gebied van ethiek, en het is deze platonische Socrates die ook zijn naam leent aan de concepten van de socratische ironie en de socratische methode, of elenchus. De socratische methode blijft een veel gebruikt hulpmiddel in een brede waaier van discussies (dialectiek), en is een vorm van opvoedkunde waarin een reeks vragen niet enkel gevraagd worden om antwoorden te krijgen, maar ook om het fundamenteel inzicht in de problematiek aan te moedigen. Het is ook Plato's Socrates die een belangrijke en blijvende bijdrage leverde op het vlak van de kennistheorie en logica, en de invloeden van zijn ideeën en aanpak blijven sterk in het voorzien van een basis voor de westerse filosofie die na hem kwam.

### Aristophanes
De vroegst bekende beschikbare bron is de toneelschrijver Aristophanes (ca. 450- ca. 386 v.Chr.). In zijn komedie De Wolken (Grieks: Νεφέλαι) uit 423 v.Chr. steekt hij de draak met de filosoof Socrates en stelt hem voor als iemand die een verderfelijke invloed uitoefent op de Atheense samenleving en geen respect heeft voor de goden.

### Xenophon
De soldaat en historicus Xenophon (ca. 430 - ca. 350 v.Chr.) schreef vier socratische dialogen over de filosoof waarmee hij als jongeman bevriend was. Hij maakt in zijn Memorabilia melding van het feit dat hij 'nog nooit iemand had ontmoet die zo'n belang stelde in wat elk van zijn metgezellen aan kennis bezat'. Het lijkt Plato's beeld van Socrates, als iemand die door middel van indringende dialoog zijn kennis wilde vergroten, te bevestigen. Xenophon schildert Socrates wel af als een praktische en hulpvaardige persoon, die hem onder meer adviseerde over de beste manier om geld te verdienen (Memorabilia 2.7) en een vermogen te beheren (Oeconomicus), wat afwijkt van de filosofische en de materieel onverschillige Socrates die Plato beschrijft. Waarschijnlijk laat Xenophon hier Socrates optreden als spreekbuis voor bespiegelingen over dingen die hem zelf interesseerden. Behalve de vier dialogen waarin Xenophon Socrates aan het woord laat (Memorabilia, Symposium, Apologie en Oeconomicus), vernoemt hij hem in zijn historische werken Hellenica en Anabasis. Wat zijn geloofwaardigheid vergroot is precies die nuchtere instelling als historicus en schrijver van Hellenica, dat de geschiedenis van Griekenland in de periode 411 - 362 v.Chr. bestrijkt. In dat opzicht valt het te verdedigen dat Xenophon als niet-filosoof in bepaalde opzichten een meer accuraat portret van Socrates heeft opgehangen dan Plato deed. Alleen is zijn Socrates wat te alledaags om het aannemelijk te maken dat hij na zijn dood de inspiratie vormde voor het schrijven van zoveel socratische dialogen.

## Basis van zijn leermethode
Het aforisme Ken uzelf, Γνῶθι σεαυτόν (Gnōthi seauton), leek zijn leidmotief bij de benadering van kennis over de werkelijkheid. “Hoe kan iemand iets kennen, als hij zichzelf niet kent? Wie kent er dan? En wat is de waarde van zulke ongegronde kennis?” Hij leek vooral zelf op zoek naar die ultieme kennis van het diepste zelf, waarzonder men niets echt kent. En als men dat kent, dan weet men tenminste wie er niets kent, en kan van daaruit reële kennis worden opgediept.
Dat opdiepen van kennis moest volgens Socrates (wiens moeder vroedvrouw was) gebeuren zoals een vroedvrouw een kind ter wereld helpt komen: door de gesprekspartner beurtelings aan te zetten om door te gaan, of om op te houden, en zijdelings te helpen 'duwen' en 'masseren'. Hij noemde deze gesprekstechniek de μαιευτικὴ τέχνη (maieutikē technē), de vroedvrouwtechniek. Men moest bij de 'leerling' of de zoeker naar waarheid deze techniek toepassen om hem te helpen die waarheid, de echte kennis, in zichzelf te ontdekken. Want alleen in zichzelf heeft men echte kennis. Al het andere van horen zeggen en van zien doen is namaakkennis. Kennis moest volgens hem helemaal authentiek zijn. Zijn techniek kwam bij de ander over alsof er van de hak op de tak gesprongen werd, maar Socrates was enkel aan het pogen de stevigheid van de reeds verworven kennis te toetsen, en al wat los zat moest worden verlaten. Op velen kwam hij arrogant en pedant over met zijn eeuwige vragen, die enkel bedoeld waren om de ander uiteindelijk tot zichzelf te laten komen. Dit werd hem vaak niet in dank afgenomen, zeker niet door de grotere gevestigde ego's van de maatschappij (die zichzelf evenmin kenden).

## Communicatie als methode
Socrates stelde communicatie centraal. Men vond hem altijd ergens op de agora omringd door een groepje toegewijde luisteraars, met daartussen ook enkele achterdochtigen of zelfs afluisteraars. Hij toetste zijn denkbeelden voortdurend in zogeheten 'dialectische' of socratische gesprekken met allerlei mensen, en perste als het ware hun kennis uit hen, om die vervolgens op waarheids- en houdbaarheidsgehalte te onderzoeken en zo nodig te verwerpen. Men noemde deze verwerping aporia, van het Griekse aporein: zich geen uitweg meer weten. Hij vergeleek zijn werkwijze ook met die van een horzel, die een traag paard (Athene) probeerde wakker te houden, en dat leverde hem onvermijdelijk vijanden op. Niet iedereen kon deze methode van onderzoek (elenchus) immers waarderen. Onderwerpen voor deze dialogen waren meestal deugden als rechtvaardigheid, zelfbeheersing, vroomheid, dapperheid en wijsheid. Door beredeneerd onderzoek van ieders kennis van toepassingen zocht Socrates naar algemeen geldende waarheden en principes voor het menselijk doen en laten, essenties. Hij was ervan overtuigd dat het mogelijk was door inzicht en kennis de deugd te vinden en vond dat iedereen de deugd kan aanleren, zijnde een zaak van het intellect. Dit denken wordt ook wel het ethisch intellectualisme genoemd. Iemand die ware kennis had van het goede, zou volgens Socrates ook niet in staat zijn om het kwade te doen.
Socrates paste de inductieve methode van redeneren toe, waarbij hij vanuit een verzameling van details naar het geheel toewerkte, ofwel door toetsing van vele individuele inzichten tot een algemeen geldende waarheid trachtte te komen. Zijn uitgangspunt was “Ik weet dat ik niets weet”; daarmee attaqueerde hij methoden van de sofisten, de rondtrekkende leraar-deskundigen van die dagen, maar erkende tevens dat ook hij niet het definitieve antwoord had op het ethisch-kentheoretische vraagstuk. Wel boekte hij een negatief resultaat: hij bakende scherper af wat ondeugd was. Zelf leefde hij consequent naar de wel gevonden principes.

## Morele onkreukbaarheid als uitgangspunt
Twee voorbeelden van die morele onkreukbaarheid zijn de volgende: Op een gegeven moment (404 voor Christus) was er in Athene een periode van terreur (door de zogenoemde Dertig Tirannen). Deze kliek probeerde Socrates te compromitteren door hem te bevelen een zekere Leon te arresteren die in Salamis woonde. De dertig konden echter volgens de wet geen jurisdictie laten gelden. Leon zou vervolgens ter dood gebracht worden. Socrates weigerde. Hij behield zelf alleen maar het leven doordat niet lang daarna de dertig werden vervangen door een nieuwe democratie. Twee jaar later, onder de nieuw gevestigde democratie, was hij toevallig voorzitter van de volksvergadering (die functie rouleerde namelijk) vlak nadat Athene bij de Arginusae een zeeslag had uitgevochten. Daar gingen 25 schepen verloren, maar de vijand verloor er zo'n 75. De Atheense bevelhebbers waren echter door een opgestoken storm niet teruggegaan om eventuele overlevenden te helpen en om de lijken te bergen (die dan thuis verbrand konden worden met een obool in de mond voor Charon de veerman). Het Atheense volk was furieus en wilde de betrokkenen het liefst meteen lynchen, maar ze wilden dat de schijn van legitimiteit geven door middel van een hoofdelijke stemming in de vergadering zonder begeleidend proces. Door allerlei dreigementen kwam Socrates alleen te staan, maar hij bleef weigeren met de procedure akkoord te gaan. Hij werd overigens overstemd en de executies vonden toch plaats. Dit vonden zijn leerlingen vreemd, maar ze konden er niets aan doen.

## Socrates en de sofisten
Met de sofisten had Socrates gemeen dat hij zich op menselijke gedragingen richtte en minder op de natuurfilosofie zoals de presocraten of presocratici. En evenals de sofisten vond Socrates het gesproken woord belangrijk, maar met de invulling die hij hieraan gaf zette hij zich juist tegen hen af. De nadruk die sofisten legden op “gelijk krijgen” in plaats van “gelijk hebben”, leidt volgens Socrates tot een cynische opvatting over het leven, waarin waarachtigheid en ethiek ondergeschikt zijn. Het belang dat de sofisten hechtten aan overtuigingskracht en welsprekendheid als doel op zich, verraadt slechts een gebrek aan inzicht in de waarheid in de vorm van objectieve en algemeen geldende maatstaven om het menselijk gedrag aan te beoordelen. De pretentie van de sofisten om leerlingen een juiste levenshouding bij te brengen kan dan volgens Socrates niet worden waargemaakt.

## Socrates en Plato
Plato was eigenlijk een dichter. Op een dag liep hij met enkele rollen eigen werk onder de arm naar de plaats waar hij hiermee de deelname aan een wedstrijd voor de beste poëzie kon waarmaken. Toen hij over de agora (markt) liep, hoorde hij de stem van een man die zijn aandacht trok. Hij ging op een groepje toehoorders rond die man af en ontmoette er Socrates. Geboeid bleef hij daar de hele tijd staan luisteren, tot het te laat was om zijn werk nog op het bureau af te geven. Dit voorval gooide zijn hele leven om en hij begon de weg van Socrates te volgen en te bestuderen.
Doordat we Socrates voornamelijk via Plato kennen, is het (nog steeds) onduidelijk waar Socrates' leer precies ophoudt en waar die van Plato begint. In zijn Metafysika (987b) zegt Aristoteles echter dat Socrates voorbijging aan de fysieke wereld en zijn denken wijdde aan de moraal en zich als eerste denker in déze sfeer op de definities richtte om naar de universalia te zoeken, en dat Plato hem hierin volgde. Plato nam aan dat er geen algemene definities van de zintuiglijke dingen konden zijn (die immers waarneembaar steeds aan verandering onderhevig waren) en dat we daarom de algemene definities dus elders moeten zien te vinden. Plato noemde die algemene definities Ideeën. Alles overziend kunnen we stellen dat Plato voortborduurde op de socratische dialectische methode waarmee Socrates de (meestal nog onvolmaakte) definities van anderen toetste in hun onderling verband (en waarmee hij zich niet altijd populair maakte). Zoals Plato een zelfstandig bestaan toekende aan de ideeën, deed Socrates dit niet ten aanzien van zijn definities.

## Biografie
Socrates was getrouwd met Xanthippe en had drie zoons, die nog jong waren toen hij stierf: Sophroniscos, Lamprocles en Menexenos. Hij vocht als hopliet in de Peloponnesische Oorlog, wat een aanwijzing is dat hij tot de middenklasse behoorde. Hij vroeg geen geld voor zijn filosofische onderricht, maar kreeg soms een gift.

## Het proces tegen Socrates en zijn dood door de gifbeker

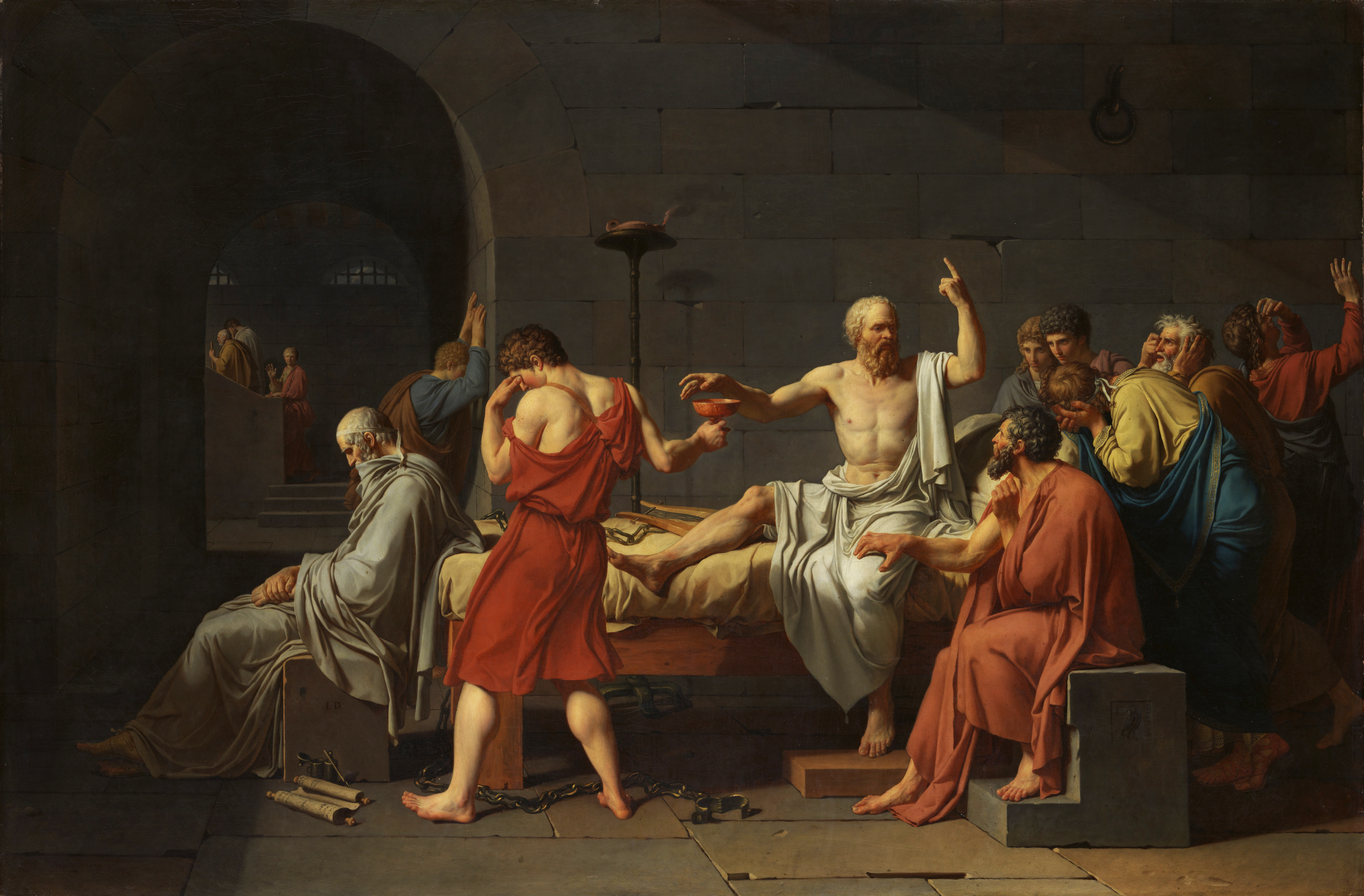
De dood van Socrates, door Jacques-Louis David olieverf op doek, Metropolitan Museum of Art, New York

In 399 v.Chr. werd Socrates aangeklaagd: “Meletus: Socrates pleegt onrecht door de goden die de stad vereert niet te vereren en door nieuwe goddelijke wezens te introduceren; voorts pleegt hij onrecht door zijn slechte invloed op de jeugd. De geëiste strafmaat: de dood.”
Zijn kritische houding ten opzichte van de Atheense vorm van democratie en het vaak tot de grond toe afbreken van gevestigde opvattingen van de elite lagen zeer gevoelig gezien de recente perioden van overheersing door oligarchen, gepaard gaande met veel onrecht (ook gepleegd door voormalige leerlingen van Socrates, waaronder Critias en Charmides) en nieuwe dreiging daarvan.
Bovendien werd Socrates ervan verdacht geheuld te hebben met de machthebbers tijdens deze vreemde overheersing (na de Peloponnesische Oorlog, toen Sparta Athene versloeg).
Er was echter algemene amnestie verleend voor vergrijpen gepleegd vóór 403, waardoor het formeel alleen ging om vergrijpen in de afgelopen vier jaar. 
Het is onduidelijk onder welke wet/welk wetsartikel het in de aanklacht genoemde strafbaar was gesteld.
Tijdens het proces verdedigde Socrates zichzelf door een dialoog aan te gaan met de jury van aanklagers volgens zijn altijd consequent gebruikte dialectische methode (zie ook Apologie van Socrates). Vrijwel alle juryleden stonden aan het begin van het proces vijandig tegenover hem. Hij dreef hen echter zo in het nauw dat zij aan het eind van die dialoog niet anders konden dan de onjuistheid van de aanklacht te erkennen. Socrates was dermate overtuigend dat hij er bijna in slaagde de meerderheid van de juryleden in zijn voordeel te laten beslissen. Het verschil tussen het aantal juryleden pro en contra bestraffing was zo klein dat de rechters Socrates toestonden zelf zijn strafmaat te bepleiten.
In plaats van te proberen de laatste twijfelaars te overreden, gooide Socrates het echter over een totaal andere boeg: die van de spot. Hij stelde eerst een beloning voor in plaats van een straf, en lachte rechters en juryleden uit. Vervolgens stelde hij als alternatieven een lage boete, en vervolgens een hoge boete voor (drie vrienden stonden samen garant voor dit bedrag). De hele gang van zaken joeg de jury zo tegen hem in het harnas dat hij uiteindelijk de doodstraf kreeg. Deze werd uitgevoerd door middel van het verplicht drinken van een beker met een extract van gevlekte scheerling - een plant met een langzaam werkend dodelijk gif.
De mogelijkheid om te ontsnappen uit Athene en zo de uitvoering van het doodvonnis te ontlopen, liet Socrates voorbijgaan, zie ook Crito (Plato). Hij vond dat het, na jaren als burger van Athene de Atheense wetten te hebben onderschreven, onjuist zou zijn om zich nu te onttrekken aan een op die wetten gebaseerd oordeel, hoe onrechtvaardig dit oordeel ook was.
Socrates koos ervoor het gif in te nemen te midden van zijn leerlingen en vrienden, met wie hij nog een tijdje kon spreken. De dag dat het vonnis zou worden voltrokken, besprak hij dan ook nog allerlei filosofische kwesties, zie ook Phaedo (Plato). Zo geloofde Socrates in de onsterfelijkheid van de ziel. Volgens hem kon een goed mens niets slechts overkomen, niet bij leven en niet na de dood. Zijn laatste woorden hadden betrekking op de traditionele gewoonte om in de tempel van Asklepios, de god van de Geneeskunst en zoon van Apollo, een haan te offeren uit dank voor genezing, om genezing af te smeken of om bij een naderende dood de ziel van de overledene te vergezellen naar Hades, de onderwereld. Vlak voor zijn sterven sprak hij tegen zijn vriend Crito deze laatste woorden: “Crito, we zijn een haan verschuldigd aan Asklepios; betaal hem, vergeet het niet”.
Plato's beschrijving van het proces tegen Socrates in de Apologie en diens dood in de Phaedo behoren tot de bekendste werken uit de filosofie.

## Varia
De Amerikaanse journalist en schrijver I.F.Stone, een sterk pleitbezorger van de vrijheid van meningsuiting, besloot speciaal voor het kunnen schrijven van zijn boek The trial of Socrates (verschenen in 1988) klassiek Grieks te leren. In dit boek ontrafelt hij de problemen van wat hij zelf betitelt als de beroemdste zaak aller tijden over de vrijheid van meningsuiting en de relevantie ervan voor de moderne beschaving en samenleving.